# Papa-moscas-do-paraíso-indiano

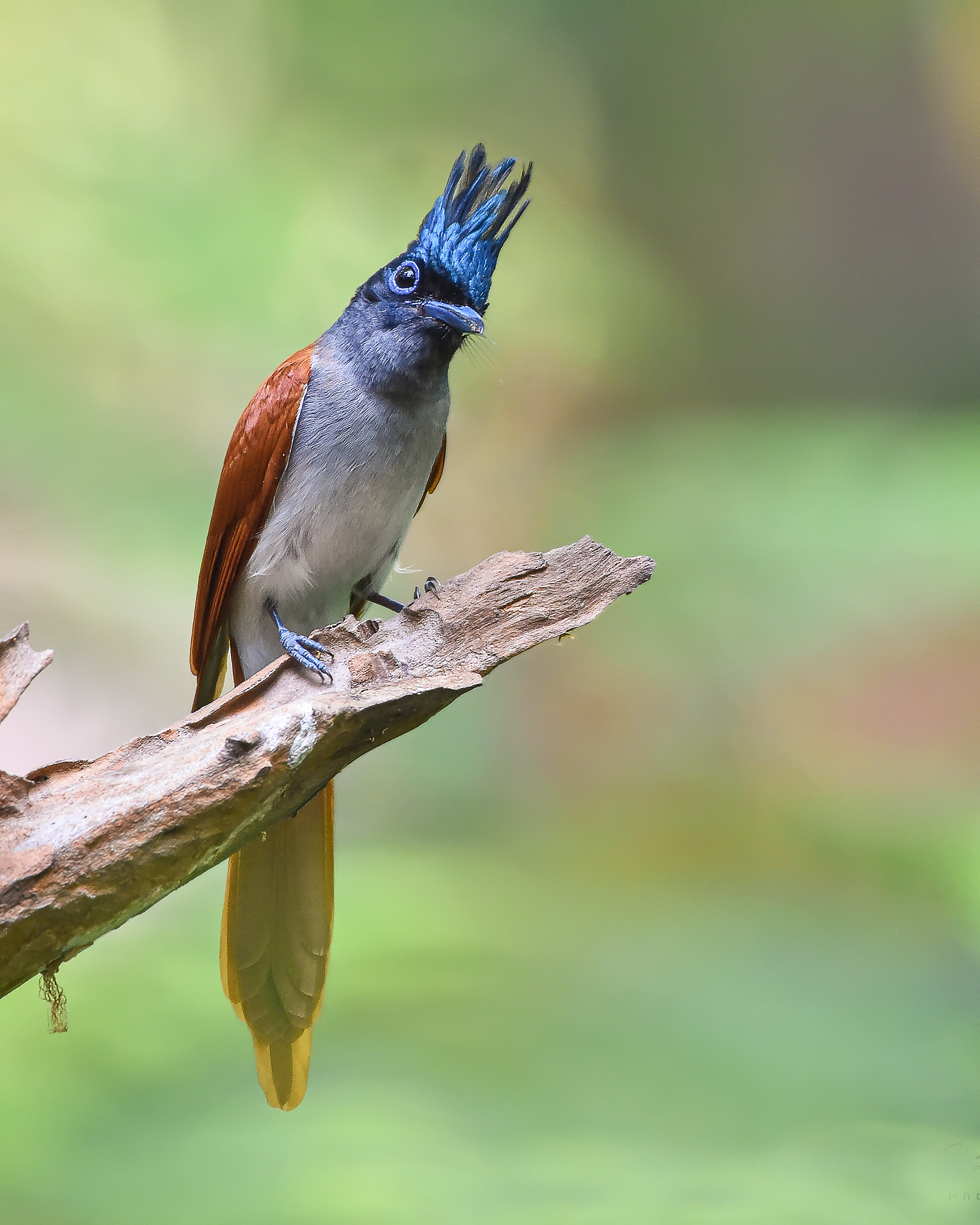
Papa-moscas-do-paraíso-indiano de Daca.

O papa-moscas-do-paraíso-indiano (Terpsiphone paradisi) é uma ave passeriforme de tamanho médio nativa da Ásia, onde é amplamente distribuída. Como a população global é considerada estável, ele foi listado como espécie pouco preocupante na Lista Vermelha da IUCN desde 2004. É nativo do subcontinente indiano, da Ásia Central e de Myanmar.
Os machos têm penas alongadas na cauda central e uma plumagem preta e ruiva em algumas populações, enquanto outras têm plumagem branca. As fêmeas são de cauda curta, com asas avermelhadas e cabeça preta. Eles se alimentam de insetos, que capturam no ar, geralmente embaixo de uma árvore com copa densa.

## Taxonomia

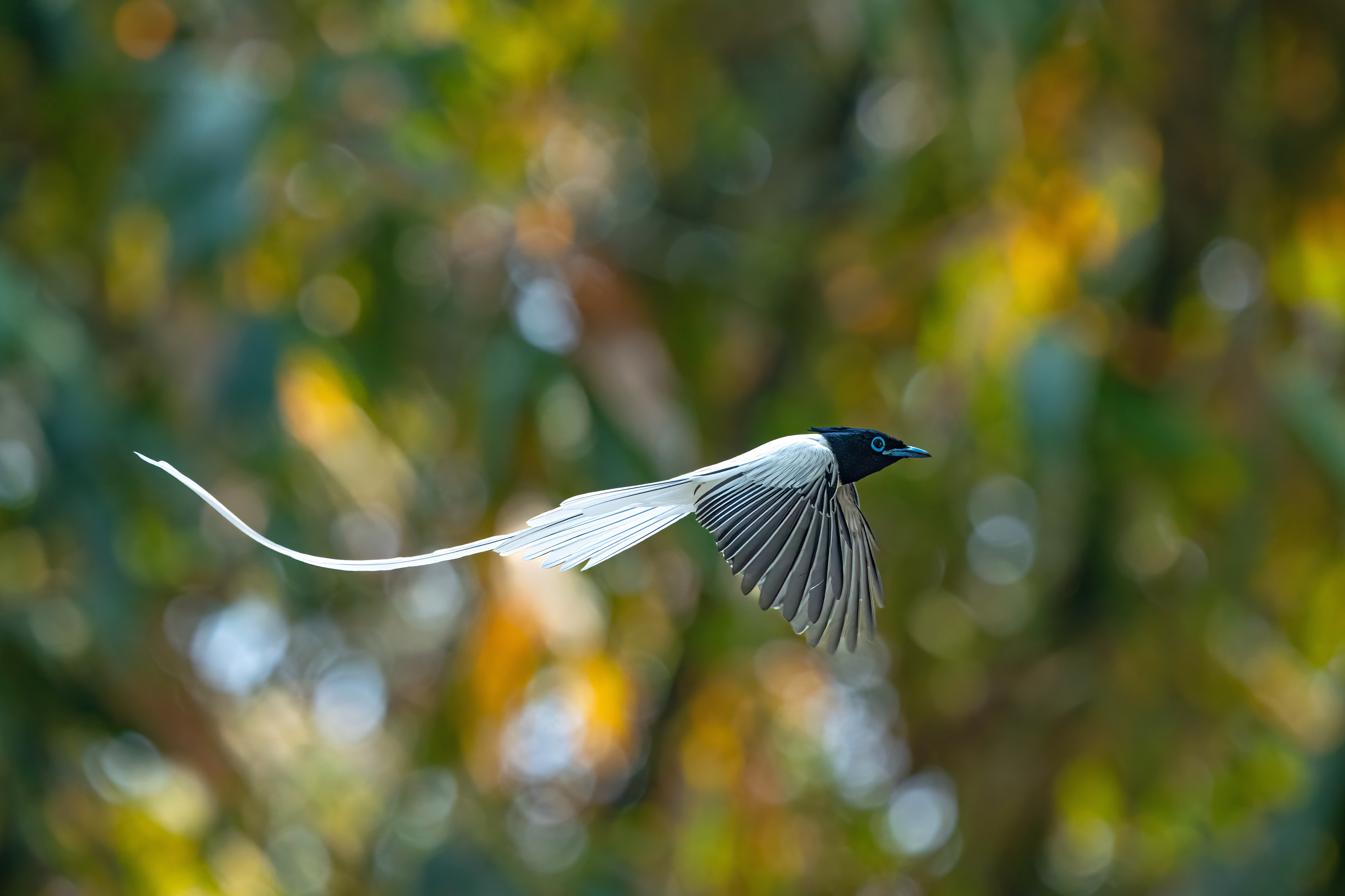
Em voo.

O papa-moscas-do-paraíso-indiano foi formalmente descrito em 1758 pelo naturalista sueco Lineu na décima edição de sua obra Systema Naturae sob o nome binomial Corvus paradisi. O papa-moscas-do-paraíso-indiano é agora um dos 17 papa-moscas-do-paraíso colocados no gênero Terpsiphone que foi introduzido em 1827 pelo zoólogo alemão Constantin Wilhelm Lambert Gloger. Os papa-moscas-do-paraíso eram anteriormente classificados com os muscicapídeos na família Muscicapidae, mas agora são colocados na família Monarchidae. Até 2015, o papa-moscas-do-paraíso-indiano, o papa-moscas-do-paraíso-indomalaio [en] e o papa-moscas-do-paraíso-chinês [en] eram todos considerados conspecíficos e, juntos, chamados de papa-moscas-do-paraíso-asiático.

### Subespécies
São reconhecidas três subespécies:

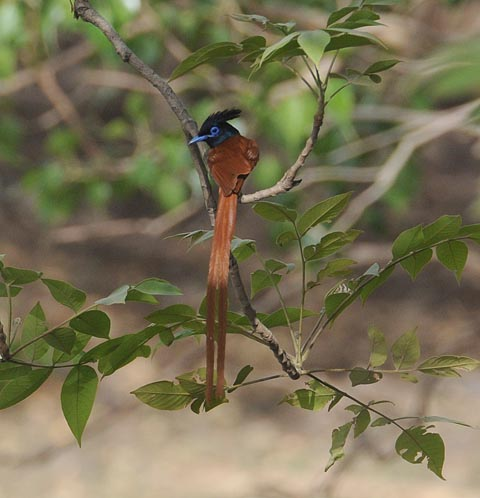
Macho subadulto do T. p. leucogaster no en, Rajastão.

- T. p. paradisi (Lineu, 1758) reproduz-se no centro e no sul da Índia, no centro de Bangladesh e no sudoeste de Myanmar; as populações que ocorrem no Sri Lanka no inverno não são reprodutoras.[8]

- T. p. leucogaster (Swainson, 1838) foi inicialmente descrito como uma espécie separada. Ele se reproduz no oeste de Tian Shan, no Afeganistão, no norte do Paquistão, no noroeste e centro da Índia e no oeste e centro do Nepal; as populações do leste do Paquistão e do sul da Índia migram para o sopé do Himalaia na primavera para se reproduzir.[8]

- T. p. ceylonensis (Zarudny [en] & Harms, 1912) ocorre no Sri Lanka.

## Descrição

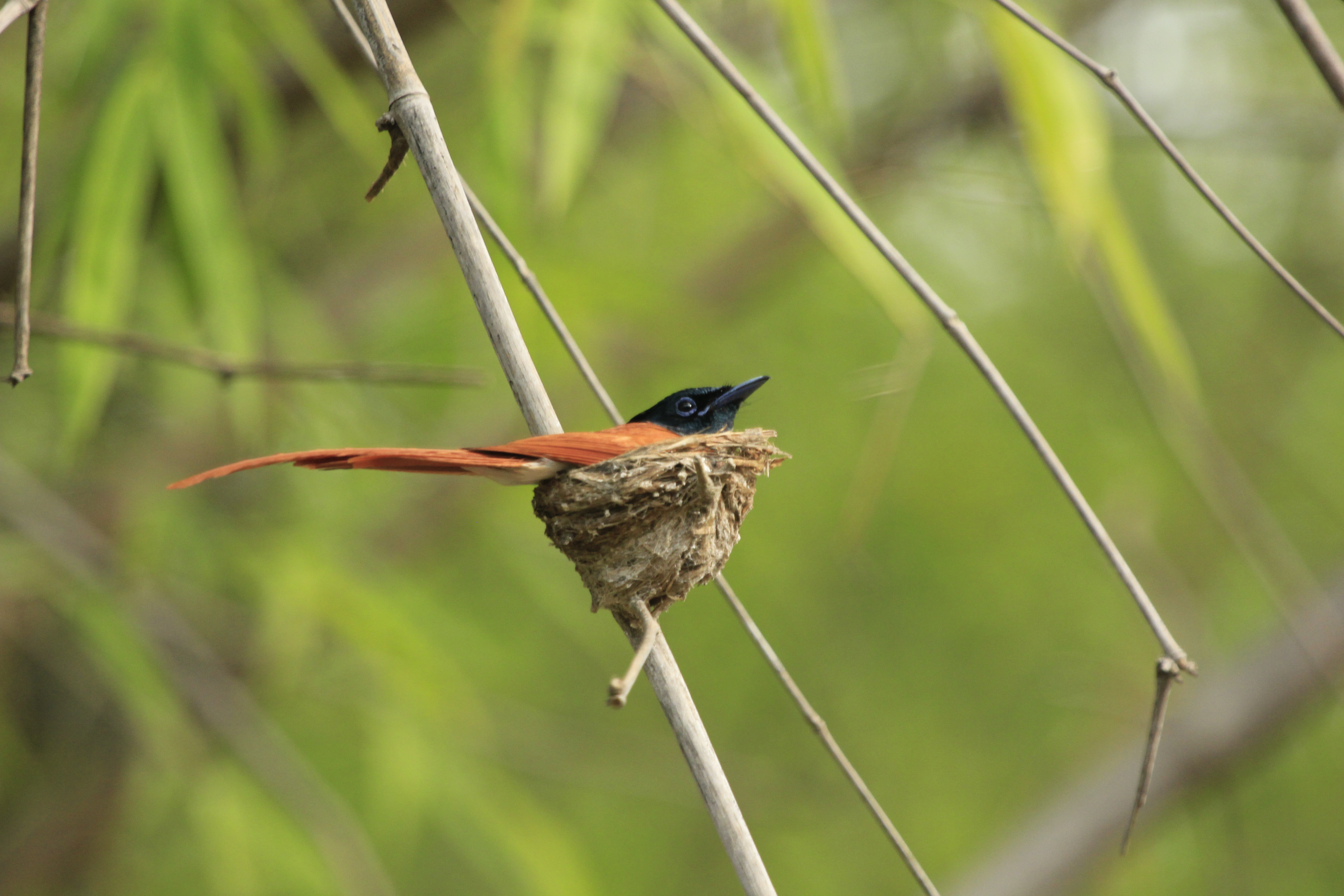
Fêmea na Reserva de Tigres de Tadoba Andhari, Chandrapur, Maarastra, guardando seu ninho em um galho de bambu.

Os papa-moscas-do-paraíso-indiano adultos têm de 19 a 22 cm de comprimento. Sua cabeça é preta brilhante com um píleo e crista pretas, o bico preto é redondo e robusto e os olhos são pretos. As fêmeas são ruivas no dorso, com garganta e partes inferiores acinzentadas. Suas asas têm de 86 a 92 mm de comprimento. Os machos jovens são muito parecidos com as fêmeas, mas têm a garganta preta e olhos com anéis azuis. Quando adultos, eles desenvolvem penas de cauda de até 24 cm de comprimento, com duas penas centrais de cauda que crescem até 30 cm de comprimento.
Os machos jovens são ruivos e têm caudas curtas. Eles adquirem caudas longas em seu segundo ou terceiro ano. Os machos adultos são predominantemente ruivos brilhantes ou predominantemente brancos. Alguns exemplares apresentam algum grau de intermediação entre o ruivo e o branco. As aves ruivas de cauda longa geralmente não apresentam estrias nas penas da asa e da cauda, enquanto nas aves brancas as estrias e, às vezes, as bordas das penas da asa e da cauda são pretas.
No início da década de 1960, foram examinados 680 machos de cauda longa contidos nas coleções do Museu de História Natural de Londres, Museu Field de História Natural, Museu Peabody de História Natural, Museu Carnegie de História Natural, Museu Americano de História Natural, Smithsonian Institution e Museu Real de Ontário. Os espécimes vieram de quase toda a área de distribuição da espécie, embora algumas áreas estivessem mal representadas. A frequência relativa dos tipos de plumagem branca e ruiva varia geograficamente. As aves ruivas são raras no extremo sudeste da área de distribuição da espécie. Em toda a área da Índia e, em menor escala, na China, ocorrem intermediários com padrão assimétrico. Os intermediários são raros ou ausentes no restante da área de distribuição da espécie. Em geral, os machos de cauda longa são:
- predominantemente ruivos com um pouco de branco nas asas e na cauda - coletados no Turquestão, Caxemira, norte da Índia, Panjabe, Maarastra, Siquim e no Sri Lanka;

- predominantemente ruivo com um pouco de branco nas asas - coletado no Irã, Afeganistão, Baluchistão, Punjabe, Caxemira, norte e centro da Índia, Rajastão, Maarastra, Biar e Nepal;

- predominantemente ruivo com um pouco de branco na cauda - coletado em Punjabe, no norte e no centro da Índia, em Calcutá, no Sri Lanka e no Vale do Alto Rio Yangtze, na China;

- predominantemente branco com um pouco de ruivo na cauda e nas asas - coletado em Caxemira, Maarastra, Sujuão e no norte da China;

- predominantemente branca com um pouco de ruivo na cauda - coletada em Maarastra e Fucheu, China;

- predominantemente branco com o dorso parcialmente ruivo - coletado em Punjabe e Chenai;

- ecdise da plumagem ruiva para a plumagem branca - coletada no norte de Biar.

As possíveis interpretações desse fenômeno são: os machos podem ser polimórficos para a cor da plumagem ruiva e branca; as aves ruivas podem ser subadultas; e pode até haver duas espécies simpátricas que se distinguem apenas no macho.

## Distribuição e habitat

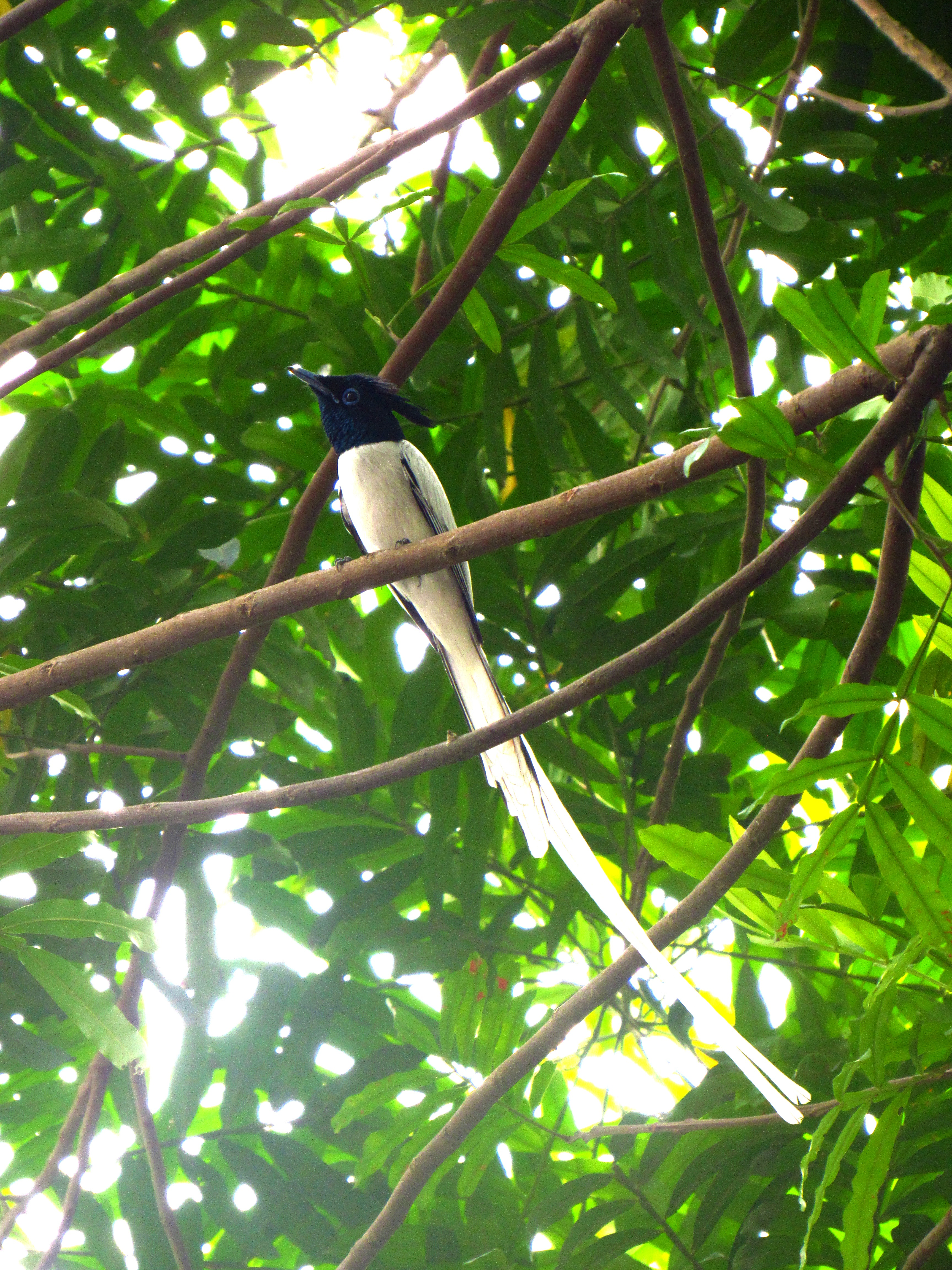
Macho adulto do papa-moscas-do-paraíso-indiano em Pannipitiya, Sri Lanka.

O papa-moscas-do-paraíso-indiano é uma ave migratória e passa o inverno na Ásia tropical. No sul da Índia e no Sri Lanka, especialmente nas terras altas e nas partes ocidentais do Sri Lanka, tanto as populações que se reproduzem localmente quanto os migrantes visitantes ocorrem no inverno.

## Comportamento e ecologia

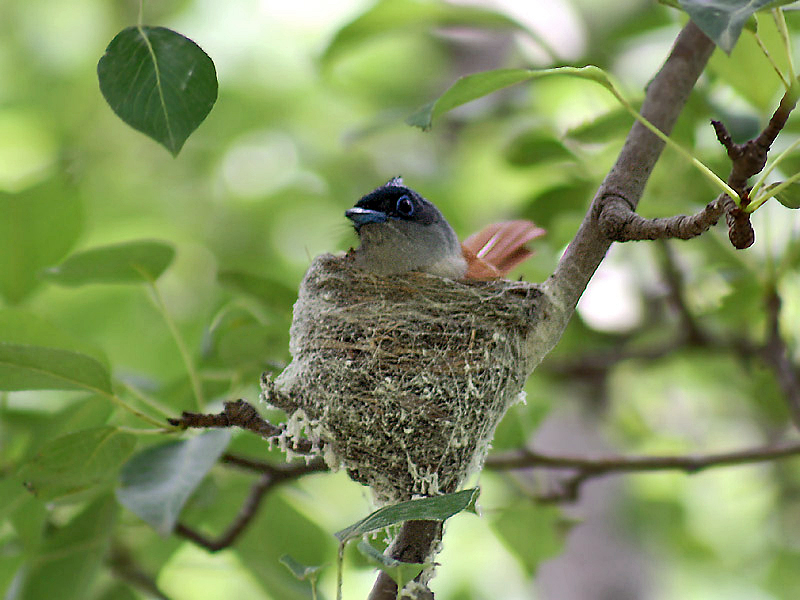
Fêmea leucogaster no ninho.

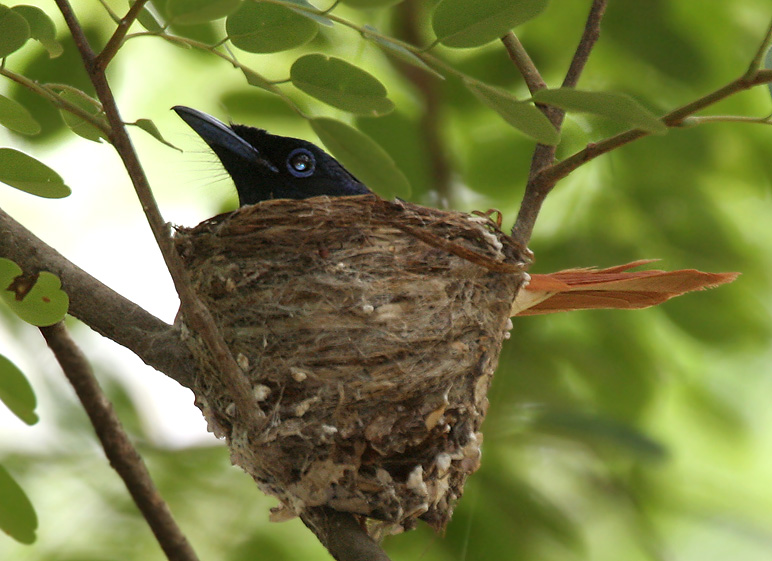
Macho subadulto no ninho em Andra Pradexe.

A temporada de reprodução do papa-moscas-do-paraíso-indiano vai de maio a julho. Por ser socialmente monogâmico, tanto os machos quanto as fêmeas participam da construção do ninho, da incubação, da criação e da alimentação dos filhotes. O período de incubação dura de 14 a 16 dias e o período de cria, de 9 a 12 dias. Às vezes, o ninho é construído nas proximidades de um par de drongos reprodutores, o que mantém os predadores afastados. A fêmea põe até quatro ovos em um ninho de xícara bem feito com galhos e teias de aranha na extremidade de um galho baixo. Os filhotes eclodem em cerca de 21 a 23 dias. Um caso de alimentação interespecífica foi observado com filhotes de papa-moscas-do-paraíso-indiano alimentados pelo olho-branco-indiano [en].

## Na cultura
Esse pássaro é o pássaro do estado de Madia Pradexe e é conhecido localmente como Doodhraj.